# Riccardo Lombardi (gesuita)
Riccardo Lombardi (Napoli, 28 marzo 1908 – Rocca di Papa, 14 dicembre 1979) è stato un predicatore e religioso italiano della Compagnia di Gesù.

## Biografia

### La vocazione
Quinto di otto figli, nacque a Napoli da famiglia piemontese, figlio di Emma Vallauri (fondatrice dell'Unione donne dell'Azione cattolica) e del senatore Luigi Lombardi, e fratello maggiore di Gabrio Lombardi, giurista e uomo politico, di Pia Lombardi, deputata democristiana e di Renato Lombardi, presidente di Confindustria negli anni settanta.
Iniziò a studiare Giurisprudenza, ma nel dicembre del 1925, visitando in Vaticano una mostra sulle missioni, comprese la sua vera vocazione e tre mesi dopo entrò nella Compagnia di Gesù, venendo assegnato, dopo il periodo di formazione, al Collegio degli scrittori della Civiltà Cattolica; nel giugno del 1936 fu ordinato sacerdote. Si laureò prima in filosofia e poi in teologia.

### La predicazione
Nel 1938 – ancora studente della Gregoriana – iniziò a predicare, prima nelle università, poi nelle piazze cittadine.
Dopo il 1945 predicò nelle piazze e nei teatri italiani, incitando il popolo italiano ad una rigenerazione morale. Nei suoi discorsi esordiva con il famoso incipit "Gesù mi ha detto", efficace sul piano della comunicazione di massa. Prima delle elezioni del 1948 predicò a Milano la Crociata della bontà, esortando la popolazione alla conversione personale e collettiva, alla riconciliazione e alla giustizia sociale. Minacciato di morte, fu costretto a viaggiare sotto scorta.
Il periodo in cui la sua predicazione fu più visibile furono gli anni tra il 1946 e il 1948. Si ritiene comunemente, anche se non sono ancora stati fatti studi in proposito, che per le sue spiccate qualità oratorie e retoriche padre Lombardi contribuì a portare voti alla Democrazia Cristiana nelle cruciali elezioni politiche del 1948.
Fu anche predicatore radiofonico di grande successo, diventando noto presso il grande pubblico come «il microfono di Dio».

### Gli appelli per il rinnovamento
L'impegno e l'attività del gesuita erano seguiti attentamente da Pio XII, che gli affidò il compito di dare seguito all'appello Per un mondo migliore, che lo stesso papa trasmise dai microfoni della Radio Vaticana il 10 febbraio 1952:
Il proclama venne affidato da Pio XII a padre Lombardi con il compito di organizzare una serie di iniziative di sensibilizzazione, in vista di un rinnovamento della Chiesa e del mondo. Ne nacque, all'inizio degli anni cinquanta, il movimento ecclesiale Per un mondo migliore. L'azione di Lombardi consistette nel realizzare corsi, incontri per sacerdoti e laici avvalendosi anche di collaboratori come don Paolo Arnaboldi, che aveva fondato nel 1948 il movimento Fraterno Aiuto Cristiano (FAC) e che padre Lombardi citava quale esempio di realizzazione concreta dell'appello di Pio XII. Padre Lombardi desiderava che il movimento Per un mondo migliore si fondesse con quello dei focolarini, ma questa idea trovò l'opposizione della Curia.
Pio XII lo autorizzò a collaborare anche con i giornali, superando il divieto formulato da Pio X. Dirà di lui Raniero Cantalamessa:
Con il pontificato di Giovanni XXIII il suo ruolo fu ridimensionato. Nel 1961 Padre Lombardi pubblicò il libro Concilio: per una riforma nella carità, in cui chiedeva l'abbandono di ogni carrierismo nel clero e l'elezione del papa anche tra i non-cardinali. Il volume non fu ben accolto dalla Santa Sede, inoltre l'Osservatore Romano ne pubblicò l'11 gennaio 1962 una recensione complessivamente negativa.

### I viaggi e gli ultimi anni
All'apertura del Concilio Vaticano II, padre Lombardi non fu convocato. Nonostante questa esclusione, alla chiusura del Concilio viaggiò in America Latina ed in Asia «per far vivere il Concilio in tutti i continenti»; ebbe così modo di conoscere da vicino le diverse culture e religioni del mondo, persuadendosi sempre più che «siamo tutti figli di un unico Dio che parla a ciascuno nella sua coscienza».
Da questa riflessione maturò il suo ultimo libro, La Chiesa e il Regno di Dio. Padre Lombardi invocava la convocazione di un nuovo Concilio Ecumenico «per un più vasto ecumenismo con tutti gli abitanti del pianeta». «Lo Spirito agisce ovunque un uomo lotta sinceramente per ottenere ai fratelli giustizia, ovunque c'è un pacifico e un pacificatore e dovunque c'è qualcosa di vero e di buono». Padre Lombardi riteneva perciò che: «Vi è un modo di arrivare all'eternità felice anche là dove la Chiesa non può giungere coi sacramenti. Il Regno di Dio è fatto da tutti gli uomini che accettano l'azione dello Spirito Santo dentro al cuore. Ubbidendo alla coscienza essi sono in grado di salvarsi. Quanto alla Chiesa, essendo istituzione ma anzitutto mistero, essa di dissolverà come comunità nel futuro mentre il Regno nel suo senso pieno è eterno. Non la Chiesa ma il Regno di Dio è annunziato in molte parabole del Vangelo. Non la Chiesa ma il Regno di Dio è il fine della creazione. Nel servire la diffusione del Regno di Dio, inteso nei cuori degli uomini, di ogni uomo, sinceramente in buona fede, anche senza il credo cristiano, sta la funzione universale della Chiesa».
Negli ultimi anni si ammalò di depressione; anche la sua salute fisica deperì e restò immobilizzato sulla sedia a rotelle.
Nel suo ultimo anno di vita incontrò Giovanni Paolo II, al quale propose di indire un nuovo concilio fra tutte le religioni della terra.
Padre Lombardi morì, quasi nell'anonimato, il 14 dicembre 1979 nel Centro «Pio XII» di Rocca di Papa (Roma).
Nel 1986 la sua idea ecumenica di fratellanza tra le fedi fu realizzata con l'indizione della giornata di Assisi del 27 ottobre 1986.

## Opere
Padre Riccardo Lombardi pubblicò una trentina di opere; alcune di esse hanno avuto più edizioni. Le più importanti sono:
- La salvezza di chi non ha fede, (tesi di laurea 1938, La Civiltà Cattolica 1943, La Civiltà Cattolica 1949, Favero, Vicenza 1959);
- La dottrina marxista (Esposizione e Discussione). La Civiltà Cattolica 1947
- La storia e il suo protagonista (1942); La Civiltà Cattolica, 1949
- Per un Mondo Nuovo, Roma (1951): bestseller, tradotto in sette lingue
- Orientamenti fondamentali (1951): tratto dalle conferenze radiofoniche
- Concilio: per una riforma nella carità (1961): ritirato dalla circolazione dopo le reazioni della Santa Sede
- Per un Postconcilio efficace, (1965)
- Per vivere il Concilio, Milano (1968)
- Terremoto nella Chiesa ?, Gribaudi, Torino (1969)
- La Chiesa della speranza (1973)
- Chiesa e Regno di Dio, Morcelliana, Brescia (1976)